# عماد الزهيري (دبلوماسي)
عماد محمود مصطفى زهيري (21 أكتوبر 1970) دبلوماسي وسفير وسياسي فلسطيني، وُلِد في مدينة طولكرم الفلسطينية، يشغل حاليًا منذ فبراير 2016 منصب مدير عام الوكالة الفلسطينية للتعاون الدولي "بيكا"، وكان قبلها لسنوات ممثلًا لفلسطين لدى الأمم المتحدة ولدى كافة المنظمات الدولية في جنيف، ونائبًا لمندوب فلسطين الدائم.

## نشأته وتحصيله العلمي
وُلِد عماد محمود مصطفى زهيري في مدينة طولكرم الفلسطينية بتاريخ 21 أكتوبر 1970، وحصل على درجة البكالوريوس في "العلاقات الدولية" عام 1993 في غرونوبل بفرنسا، وهو يجيد اللغات العربية والفرنسية والإنجليزية والعبرية.

## حياته الدبلوماسية
منذ ديسمبر 1994 باشر الزهيري العمل في وزارة الخارجية الفلسطينية، وبين الأعوام 2003 و2005 كان مساعدًا لوزير الخارجية الفلسطيني نبيل شعث، كما كان مسؤولًا عن مكتب الشؤون الأوروبية في الوزارة، ثم رئيسًا للمكتب الصحفي للوزارة بين عامي 2005 و2006.
منذ عام 2007 وحتى عام 2016 كان ممثلًا لفلسطين لدى الأمم المتحدة ولدى كافة المنظمات الدولية في جنيف، ونائبًا لمندوب فلسطين الدائم.
في فبراير 2016 تولى منصب مدير عام الوكالة الفلسطينية للتعاون الدولي "بيكا"، وليكون بذلك أول مدير عام للوكالة منذ تأسيسها في 13 يناير 2016.
في 25 أبريل 2023 منح الرئيس التركي رجب طيب أردوغان "وسام الجمهورية التركية للتضحية" للزهيري ولدولة فلسطين.